# Professor Green
Stephen Paul Manderson (ur. 27 listopada 1983) – brytyjski raper znany jako Professor Green. Mając 18 lat rozpoczynał karierę występując jako MC na bitwach raperskich. Pierwszy jego oficjalny mix, Lecture #1, ukazał się w 2006 roku. Występował w tamtym czasie pod pseudonim The Beats. Nieco później zarejestrował też krótki materiał The Green E.P.. Wytwórnia Skinnera, z którą wówczas współpracował artysta, upadła wkrótce po wydaniu jego płyty. W listopadzie 2009 roku Manderson podpisał kontrakt z Virgin Records. Przybierając nowy pseudonim Professor Green, rozpoczął też nagrania debiutanckiego albumu Alive Till I’m Dead, powstającego przy współpracy Lily Allen oraz Plan B. Koncertował także po Australii z Lily Allen podczas jej trasy koncertowej It's Not Me, It's You World Tour. Dzięki dobremu odbiorowi przez krytyków muzycznych jego płyta dotarła do drugiego miejsca na liście UK Albums Chart i zyskała w Wielkiej Brytanii status złotej płyty. W 2011 roku raper wydał swój drugi album zatytułowany At Your Inconvenience. Z płyty pochodził m.in. singel "Read All About It", który zapewnił mu pierwszy w karierze szczyt na liście UK Singles Chart i UK R&B Chart. 22 września 2014 ukazał się trzeci album studyjny rapera Growing Up In Public.

## Dyskografia

### Albumy studyjne
- 2010 Alive Till I’m Dead
- 2011 At Your Inconvenience
- 2014 Growing Up in Public

### EP
- 2006 Lecture#1 (Mixtape)
- 2006 The Green EP

### Single
- 2010 - I Need You Tonight (featuring Ed Drewett)
- 2010 - Just Be Good to Green (featuring Lily Allen)
- 2010 - Monster (featuring Example)
- 2011 - Jungle (featuring Maverick Sabre)
- 2011 - In the Air (featuring Maverick Sabre & True Tiger)
- 2011 - Read All About It (featuring Emeli Sandé)
- 2011 - Never Be A Right Time (featuring Ed Drewett)
- 2013 - Are You Getting Enough? (featuring Miles Kane)
- 2014 - Not Your Man (featuring Tabo)
- 2014 - Lullaby (featuring Tori Kelly)
- 2014 - Little Secrets (featuring Mr Probz)